# شیخ سفر الحوالی
شیخ سفر الحوالی (عربی: سفر بن عبدالرحمن الحوالي الغامدي; زاده ۱۹۵۰ میلادی در الباحه-عربستان) از علمای نوسلفی عربستان است. وی مواضع تندی علیه وهابیون افراطی دارد
و از بنیانگذاران جریان نوسلفی است.